# Snow Hill (Carolina del Nord)
Snow Hill è una città degli Stati Uniti d'America situata nella Carolina del Nord, nella Contea di Greene, della quale è anche il capoluogo.